# هنس داکتر
هنس داکتر (به انگلیسی: Hans Dockter)، بنیانگذار گریدل و مدیر عامل شرکت گریدل است.

## گریدل
هنس داکتر به علت بنیانگذاری گریدل شناخته میشود؛ یک ابزار سیستم ساخت اتوماتیک متن‌باز که فرآیند تولید و عیب‌یابی را برای توسعه‌دهندگان آسان و سریعتر میکند.